# Diócesis de Mercedes
La diócesis de Mercedes (en latín: Dioecesis Mercedaniana) es una circunscripción eclesiástica de la Iglesia católica en Uruguay. Se trata de una diócesis latina, sufragánea de la arquidiócesis de Montevideo. Desde el 26 de noviembre de 2023 su obispo es Luis Eduardo González.

## Territorio y organización

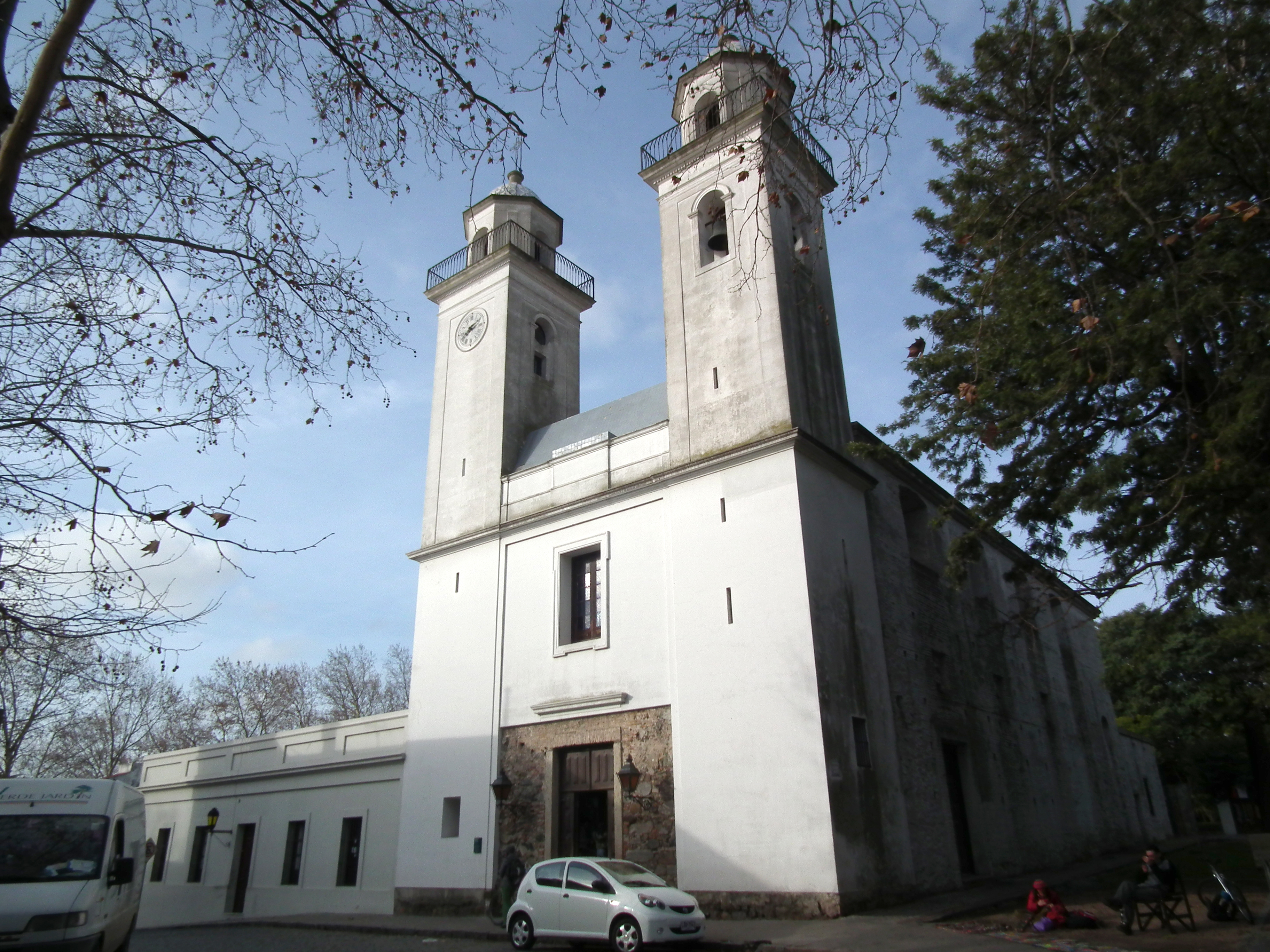
Basílica del Santísimo Sacramento, en Colonia del Sacramento

La diócesis tiene 15 000 km² y extiende su jurisdicción sobre los fieles católicos de rito latino residentes en los departamentos de Colonia y Soriano.
La sede de la diócesis se encuentra en la ciudad de Mercedes, en donde se halla la Catedral de Nuestra Señora de las Mercedes. En Colonia del Sacramento se encuentra la basílica del Santísimo Sacramento.
En 2021 en la diócesis existían 16 parroquias.

## Historia
La diócesis fue erigida el 17 de diciembre de 1960 con la bula Cum Regnum Dei del papa Juan XXIII, obteniendo el territorio de las diócesis de Salto y San José de Mayo.

## Estadísticas
Según el Anuario Pontificio 2022 la diócesis tenía a fines de 2021 un total de 181 000 fieles bautizados.
| Año                                                                             | Población            | Población | Población      | Sacerdotes | Sacerdotes    | Sacerdotes    | Bautizados por sacerdote | Diáconos permanentes | Religiosos | Religiosos | Parroquias |
| Año                                                                             | Bautizados católicos | Total     | % de católicos | Total      | Clero secular | Clero regular | Bautizados por sacerdote | Diáconos permanentes | Varones    | Mujeres    | Parroquias |
| ------------------------------------------------------------------------------- | -------------------- | --------- | -------------- | ---------- | ------------- | ------------- | ------------------------ | -------------------- | ---------- | ---------- | ---------- |
| 1964                                                                            | ?                    | 190 000   | ?              | 34         | 26            | 8             | ?                        |                      | 8          |            | 16         |
| 1968                                                                            | 199 000              | 230 000   | 86.5           | 37         | 22            | 15            | 5378                     | 2                    | 21         | 80         | 19         |
| 1976                                                                            | 130 000              | 195 000   | 66.7           | 30         | 16            | 14            | 4333                     | 1                    | 16         | 70         | 18         |
| 1980                                                                            | 147 000              | 193 200   | 76.1           | 26         | 14            | 12            | 5653                     | 2                    | 13         | 65         | 20         |
| 1990                                                                            | 157 000              | 200 000   | 78.5           | 27         | 17            | 10            | 5814                     | 8                    | 13         | 55         | 16         |
| 1999                                                                            | 160 000              | 205 000   | 78.0           | 31         | 23            | 8             | 5161                     | 16                   | 9          | 57         | 16         |
| 2000                                                                            | 170 000              | 210 000   | 81.0           | 27         | 20            | 7             | 6296                     | 16                   | 8          | 40         | 16         |
| 2001                                                                            | 170 000              | 210 000   | 81.0           | 26         | 19            | 7             | 6538                     | 16                   | 8          | 33         | 16         |
| 2002                                                                            | 170 000              | 210 000   | 81.0           | 25         | 19            | 6             | 6800                     | 16                   | 7          | 33         | 16         |
| 2003                                                                            | 170 000              | 210 000   | 81.0           | 25         | 19            | 6             | 6800                     | 16                   | 7          | 30         | 16         |
| 2004                                                                            | 170 000              | 210 000   | 81.0           | 23         | 17            | 6             | 7391                     | 16                   | 7          | 27         | 16         |
| 2013                                                                            | 175 800              | 215 000   | 81.8           | 28         | 20            | 8             | 6278                     | 17                   | 8          | 35         | 16         |
| 2016                                                                            | 177 666              | 217 415   | 81.7           | 23         | 16            | 7             | 7724                     | 16                   | 7          | 30         | 16         |
| 2019                                                                            | 179 700              | 219 860   | 81.7           | 19         | 12            | 7             | 9457                     | 17                   | 7          | 31         | 16         |
| 2021                                                                            | 181 000              | 221 450   | 81.7           | 17         | 10            | 7             | 10 647                   | 17                   | 7          | 29         | 16         |
| Fuente: Catholic-Hierarchy, que a su vez toma los datos del Anuario Pontificio. |                      |           |                |            |               |               |                          |                      |            |            |            |

## Episcopologio
- Enrique Lorenzo Cabrera Urdangarín † (31 de diciembre de 1960-23 de mayo de 1974 falleció)
- Andrés María Rubio García, S.D.B. † (22 de mayo de 1975-14 de febrero de 1995 renunció)
- Carlos María Collazzi Irazábal, S.D.B., (14 de febrero de 1995- 26 de septiembre del 2023 renunció)
- Luis Eduardo González, desde el 26 de septiembre del 2023